# Kryvorivnia
Kryvorivnia (en ukrainien : Криворівня) est un village du raïon de Verkhovyna, de l'oblast d'Ivano-Frankivsk , en Ukraine.

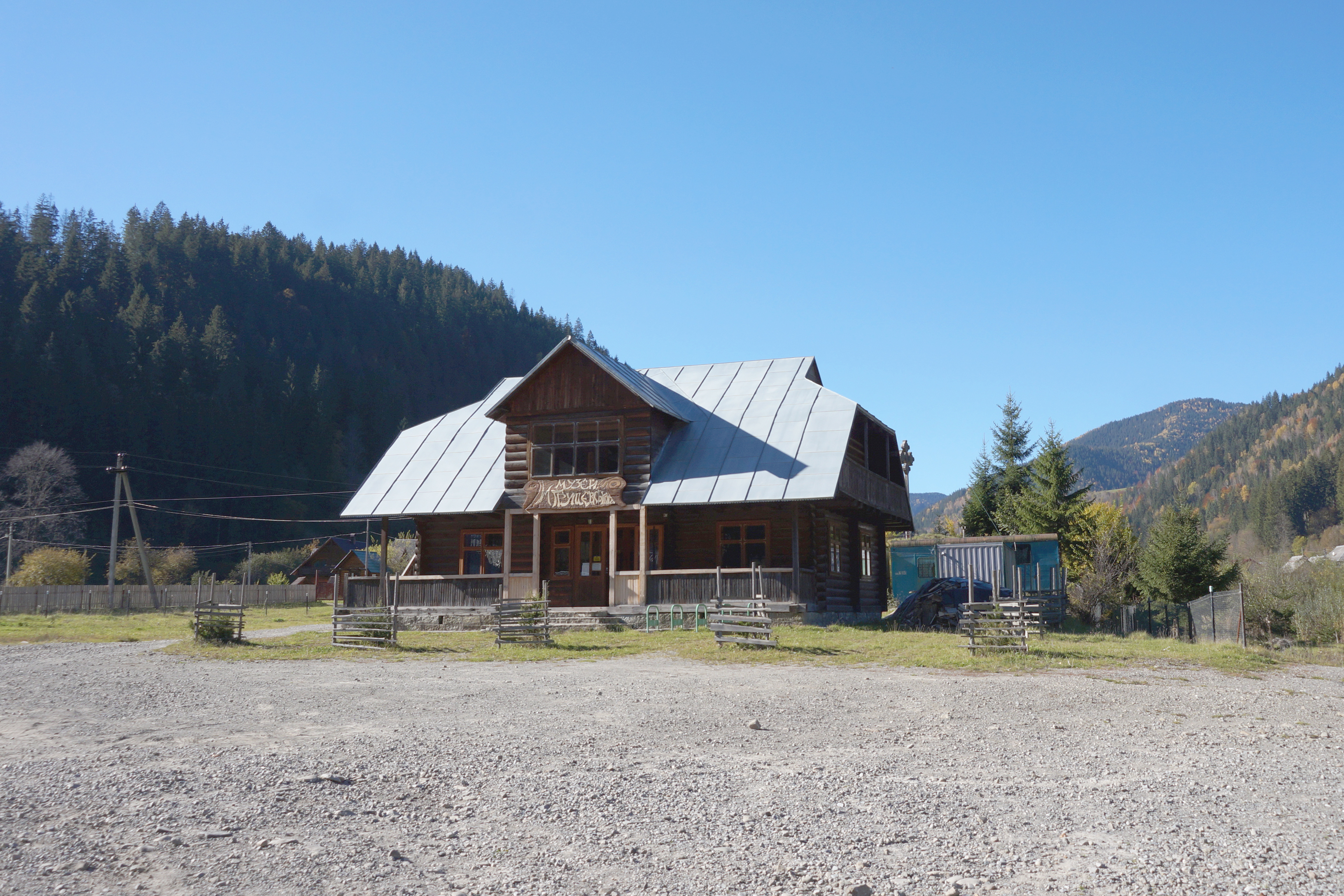
Musée Mykhaïlo Hrouchevsky, classé[1],
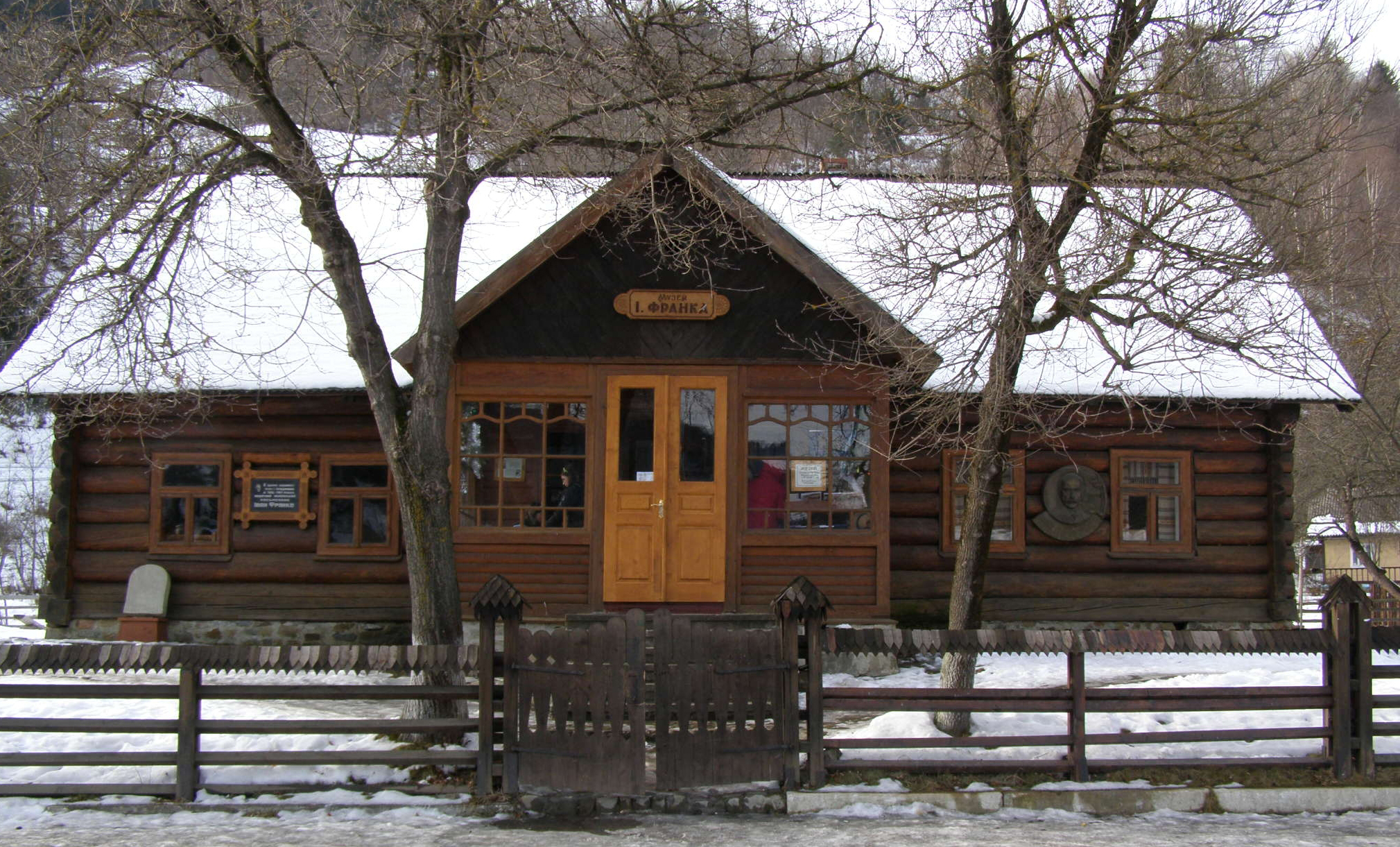
Musée Ivan Franko, classé[2],
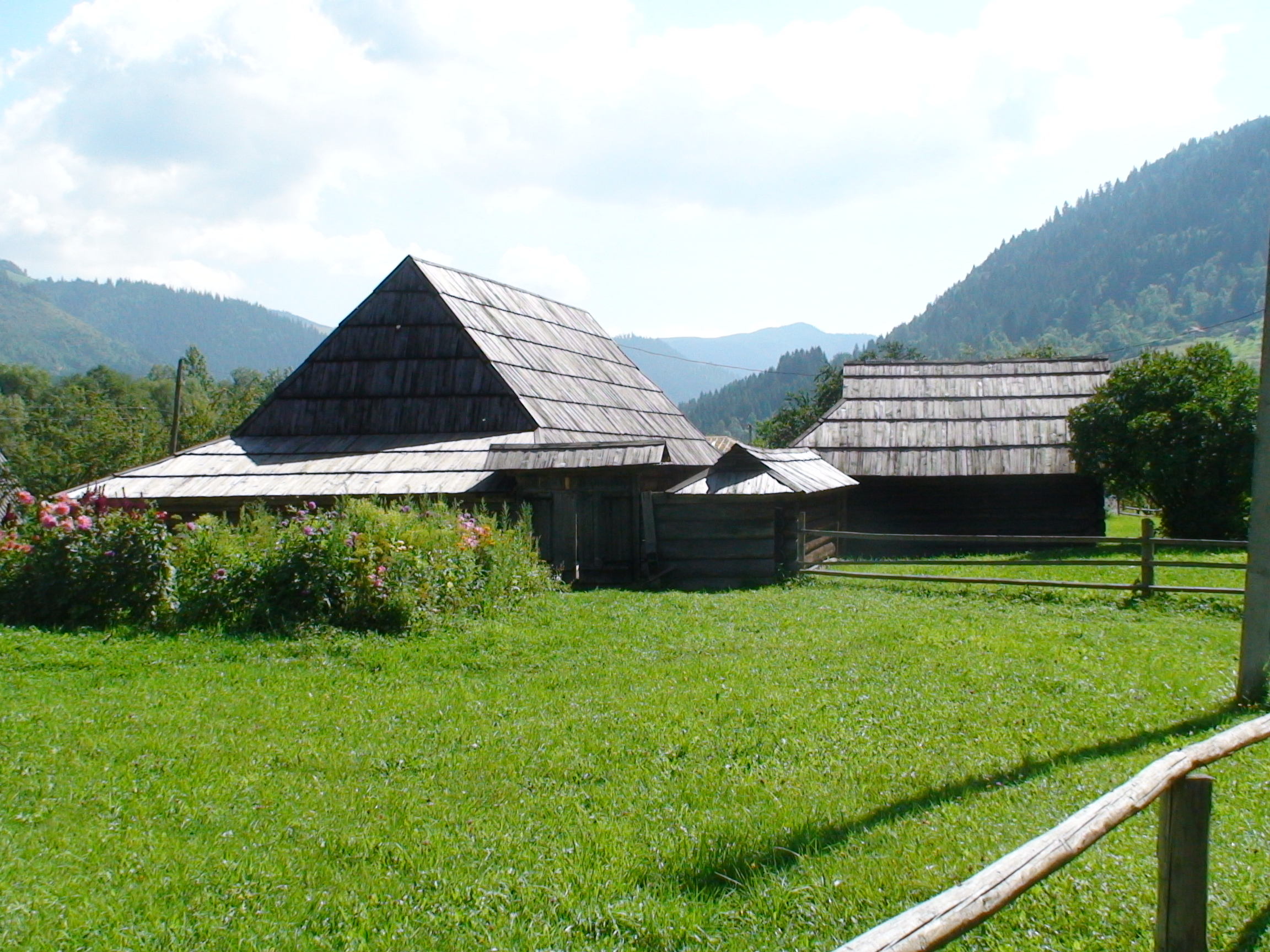
Musée Houtsoules, classé[3]. Une partie du film Les Chevaux de feu y fut tournée,
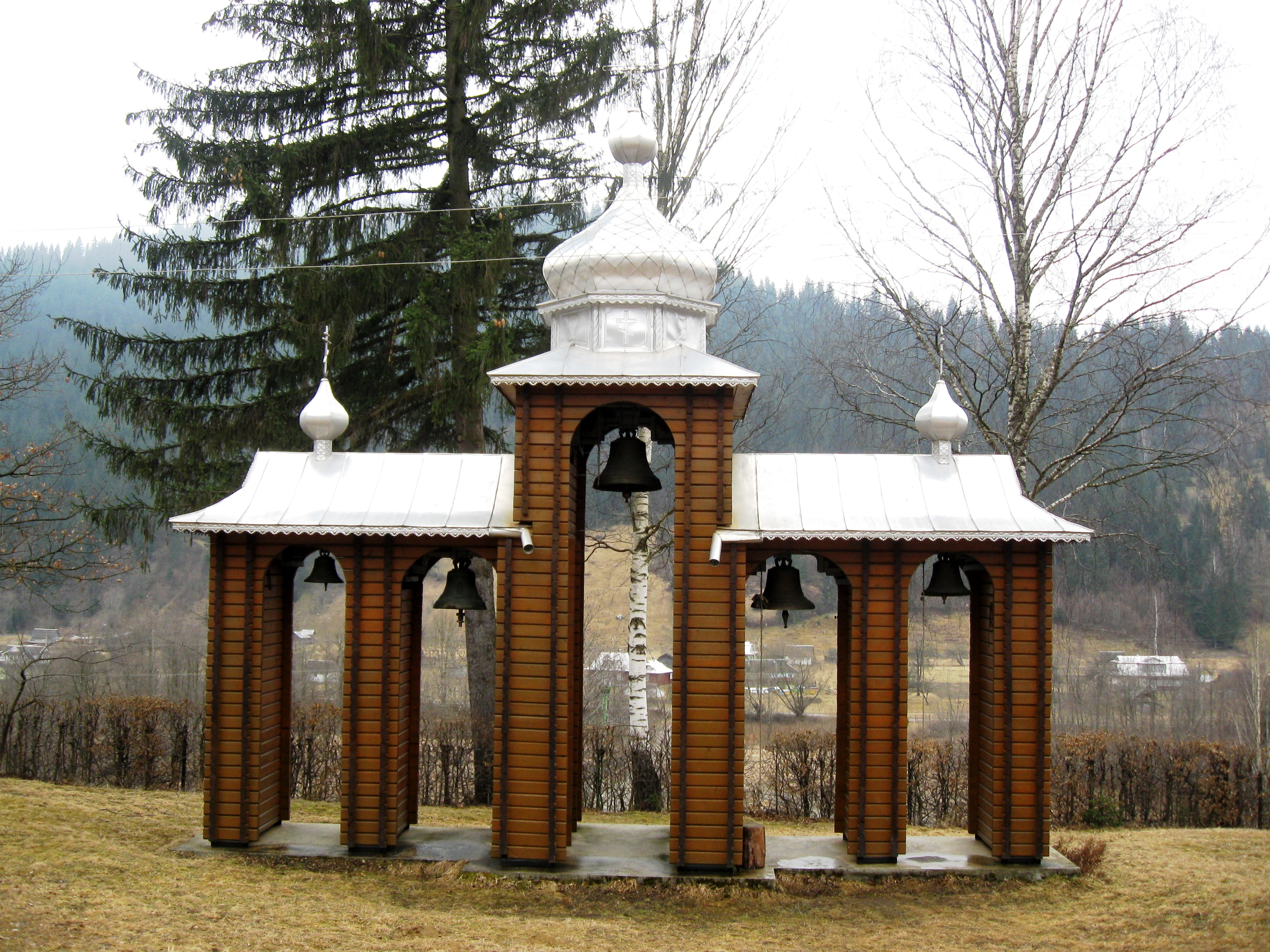
clocher
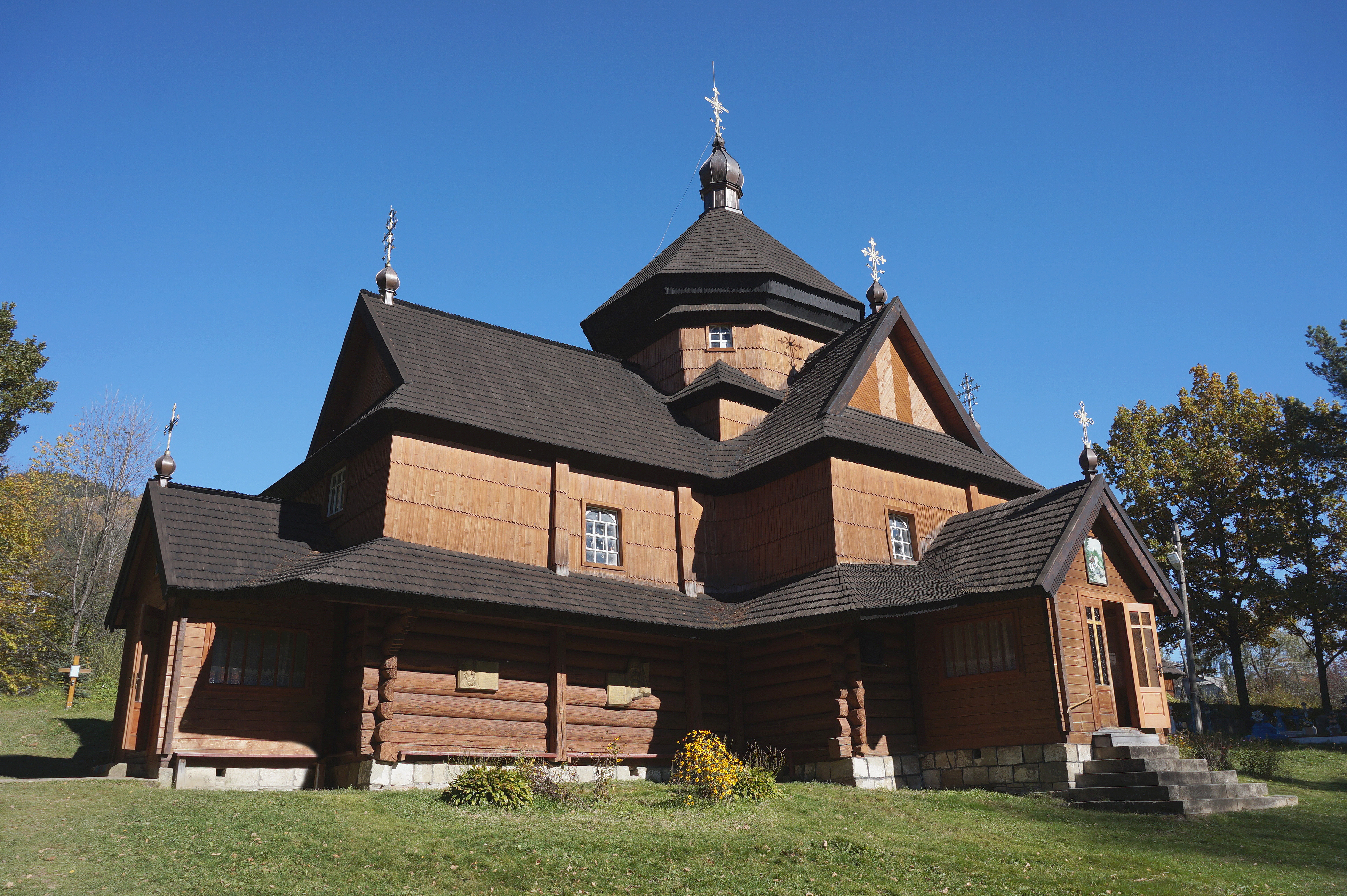
et église st-Nicolas, classée[5].

C'est l'un des centres culturels de la population Houtsoules.